# Chydarteres strigatus
Chydarteres strigatus là một loài bọ cánh cứng trong họ Cerambycidae.